# Vochysia auriflora
Vochysia auriflora är en tvåhjärtbladig växtart som beskrevs av Standley och L. O. Williams. Vochysia auriflora ingår i släktet Vochysia och familjen Vochysiaceae. Inga underarter finns listade i Catalogue of Life.